# Långtjärnen (Älvdalens socken, Dalarna, 679737-140309)
Långtjärnen är en sjö i Älvdalens kommun i Dalarna och ingår i Dalälvens huvudavrinningsområde. Sjön har en area på 0,09 kvadratkilometer och ligger 274,1 meter över havet.

## Delavrinningsområde
Långtjärnen ingår i det delavrinningsområde (679904-140145) som SMHI kallar för Mynnar i 679515-140416s vattendragsyta. Medelhöjden är 391 meter över havet och ytan är 13,2 kvadratkilometer. Det finns inga avrinningsområden uppströms utan avrinningsområdet är högsta punkten. Dråjbäck som avvattnar avrinningsområdet har biflödesordning 3, vilket innebär att vattnet flödar genom totalt 3 vattendrag innan det når havet efter 363 kilometer. Avrinningsområdet består mestadels av skog (83 procent). Avrinningsområdet har 0,09 kvadratkilometer vattenytor vilket ger det en sjöprocent på 0,7 procent.